# Coussarea tenuiflora
Coussarea tenuiflora är en måreväxtart som beskrevs av Paul Carpenter Standley. Coussarea tenuiflora ingår i släktet Coussarea och familjen måreväxter. Inga underarter finns listade i Catalogue of Life.